# Parentucellia
Parentucellia – rodzaj roślin z rodziny zarazowatych (Orobanchaceae). Obejmuje trzy gatunki. Rośliny te występują w basenie Morza Śródziemnego, w Zachodniej Europie (sięgając do Francji i Wysp Brytyjskich, a jako zawleczone obecne też w Danii, Niemczech i Czechach); na wschodzie zasięg rodzaju sięga do Azji Środkowej. Rośliny z tego rodzaju introdukowane zostały do Ameryki Północnej, Południowej, do Nowej Zelandii i na Tasmanii. Są to jednoroczne półpasożyty.

## Morfologia

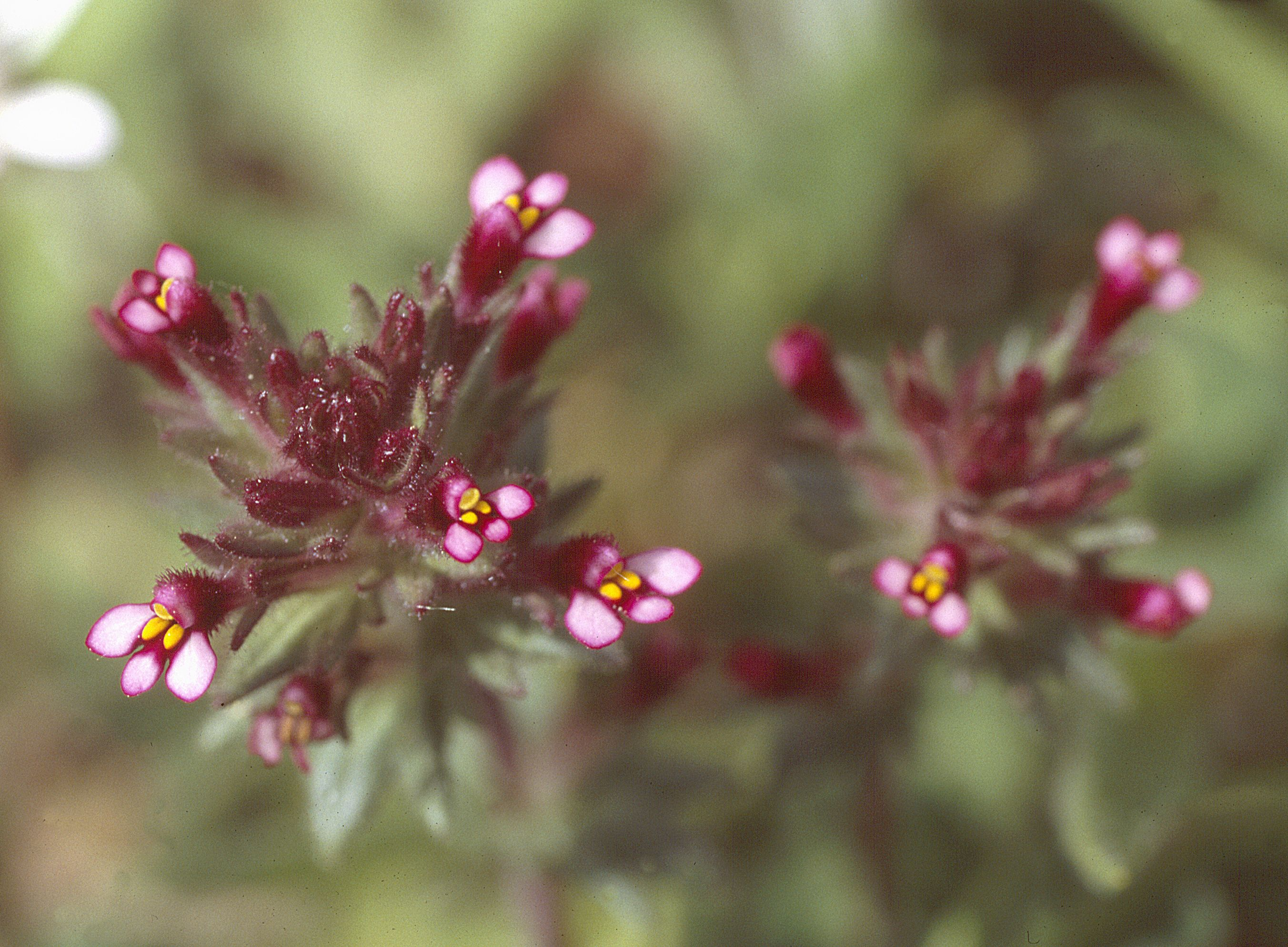
Parentucellia latifolia

PokrójRośliny zielne, osiągające do 50 cm wysokości, ogruczolone, o łodydze prosto wzniesionej, pojedynczej lub rozgałęzionej.
LiścieNaprzeciwległe, siedzące.
KwiatySiedzące lub krótkoszypułkowe, wyrastają w węzłach górnej części łodygi, luźno lub skupione w główkowate kwiatostany. Kielich rurkowaty, z czterema ząbkami na szczycie. Korona żółta lub purpurowa z białawą, otwartą gardzielą, dwuwargowa. Dolna warga dłuższa od górnej, trójłatkowa. Pręciki cztery, schowane w rurce korony, z nitkami owłosionymi u nasady. Słupek z szyjką zakończoną dyskowatym znamieniem.
OwoceOwalne, zaostrzone na szczycie torebki. Nasiona liczne, bardzo drobne, jajowato-trójkanciaste.

## Systematyka
Pozycja systematyczna
Rodzaj z rodziny zarazowatych Orobanchaceae, w której obrębie klasyfikowany jest do plemienia Rhinantheae Lamarck & de Candolle. Rodzaj jest blisko spokrewniony z rodzajami bartsja Bartsia oraz Bellardia, do których bywał włączany.
Wykaz gatunków
- Parentucellia flaviflora (Boiss.) Nevski
- Parentucellia latifolia (L.) Caruel
- Parentucellia viscosa (L.) Caruel